# 7260 Метеллі
7260 Метеллі (7260 Metelli) — астероїд головного поясу, відкритий 18 березня 1994 року.
Тіссеранів параметр щодо Юпітера — 3,287.